# Giovanni Verardo Zeviani
Giovanni Verardo Zeviani a volte indicato come Gianverardo (Verona, 1725 – 1808) è stato un medico italiano.
Autore di diversi testi di medicina, è noto soprattutto per essere stato uno dei primi studiosi a trattare la mortalità infantile, riconoscendo nell'uso di battezzare i bambini con acqua fredda una delle cause più importanti di malattie infantili.